# IC 1681
IC 1681 је спирална галаксија у сазвјежђу Кит која се налази на листи објеката дубоког неба у Индекс каталогу.
Деклинација објекта је + 0° 5' 26" а ректасцензија 1h 21m 21,2s. Привидна величина (магнитуда) објекта IC 1681 износи 13,9 а фотографска магнитуда 14,8. IC 1681 је још познат и под ознакама UGC 894, MCG 0-4-97, CGCG 385-80, PGC 4916.